# 中山机场
中山通用机场简称中山机场，为中华人民共和国广东省的一座通用机场之一，广东省中山市唯一正规机场。该机场位于中山市三角镇金三大道附近，拥有一条长700米，宽33米的跑道，目前为中山雄鹰通航所有。
中山机场2008年开始运营。2014年获得使用许可证，成为珠三角地区第一座民营通用机场，现仅允许该机场起降直升机。该机场飞行区等级为1B，跑道为水泥混凝土，现运行跑道方向为01、19，为非仪表跑道。
未来，还规划在中山市神湾镇在建一座通用机场。